# 鈴木貴博
鈴木 貴博（すずき たかひろ、1962年11月17日 - ）は、経済評論家、フューチャリスト、経営戦略コンサルタントである。
所属事務所はアスリート・マーケティング株式会社。
愛知県名古屋市出身。

## 概要
ボストンコンサルティンググループ出身。大企業に対する経営コンサルティングの経験をもとに、2003年ころから雑誌やWEBメディアでの経済記事の執筆を始める。経済評論家としての専門領域は未来予測、問題解決と企業戦略で、東洋経済オンライン、ダイヤモンド・オンライン、プレジデントオンライン、現代ビジネスにそれぞれ連載を持つ。2013年に出版した経済クイズ本『戦略思考トレーニング』がシリーズ累計で20万部を超えるベストセラーになる。

## 来歴
1986年、東京大学工学部物理工学科を卒業、ボストンコンサルティンググループに入社。1999年、ネットイヤーグループ（東証マザーズ上場）の創業に取締役として参画。
2003年に独立。百年コンサルティング株式会社を創業。代表取締役社長に就任。経済評論家としての活動を開始。2013年、著書『戦略思考トレーニング』がベストセラーに（シリーズ累計20万部）。
2020年、タレントとしての所属事務所をアスリート・マーケティング株式会社に移籍。

## 人物
- 30代の頃にクイズプレイヤーとして活躍。当時はホノルルクラブに所属し、カルトQ「ホーキング」の回に出場、パネルクイズアタック25に優勝。オープン大会の優勝歴もある[7]。
- BSスカパー!の番組「BAZOOKA!!!」内の人気クイズ企画「地下クイズ王決定戦!!」では前回王者しみけんのブレーンとして第6回と第7回に連続出場。第7回決定戦では地下クイズ王に輝いている。

## 評価
- 未来予測に関してズバリと明言をする傾向があり、そのため外れた経済予測が多い。
- 2014年頃から「2020年代には自動車のコア技術がエンジン技術からAI技術と蓄電池技術に移行することを理由に、トヨタなど自動車メーカーを中心とした業界構造が崩れることでトヨタが衰退する」[8]という主張を続けている。
- 2017年3月1日、週刊SPA! において、任天堂はスマホゲーム全盛の今、ハードのゲーム機にいまだにこだわり続ける姿勢から、5年以内に危ないという予測を行ったが[9]この時期を境に任天堂は逆にスイッチの成功でＶ字回復を果たし予測は外れた。
- 2018年8月24日、ダイヤモンド・オンラインにおいて、『iPhone端末の販売で一番儲かる国は、実は日本である。』と述べたが[10]、その根拠となった試算[11]は、2009年に発売されたiPhone 3GSの部材製造コスト予想に基づくもので、2018年現在では全く事情が異なる[12]。

## テレビ出演
- BAZOOKA!!!（BSスカパー）
  - #175 第六回地下クイズ王決定戦!（2016年8月1日）
  - #257 第七回平成最後の地下クイズ王決定戦（2019年4月放送）優勝・地下クイズ王に
- NEWSアンサー（テレビ東京、2016年10月4日）
- ネプリーグ（フジテレビ、2016年11月28日）
- 緊急検証!（TOKYO MX、ファミリー劇場）
  - 第4回紅白オカルト合戦（2016年12月放送）
  - 第5回紅白オカルト合戦（2017年12月放送）
- モーニングCROSS（TOKYO MX、2017年10月13日）
- 深層NEWS（BS日テレ、2017年11月23日）
- クイズ☆モノシリスト（BS朝日、2017年12月～2018年9月）準レギュラー出演
- スッキリ（日テレ、2018年3月16日）
- NEWSな2人（TBS、2018年3月17日）
- ザ・モノシリスト（BS朝日、2018年10月放送）
- グッド!モーニング（テレビ朝日、2019年9月13日）
- ドデスカ!（メーテレ、2021年7月放送）

## 著作
- カーライル―世界最大級プライベート・エクイティ投資会社の日本戦略（2008年、ダイヤモンド社 ISBN 4478003696）
- ワンピース世代の反乱、ガンダム世代の憂鬱（2011年、朝日新聞出版 ISBN 402330946X）
- 戦略思考トレーニング（2013年、日経新聞出版 ISBN 4532112842）
- 戦略思考トレーニング2（2013年、日経新聞出版 ISBN 4532112915）
- 戦略思考トレーニング3（2014年、日経新聞出版 ISBN 4532113067）
- 10年度躍進する会社 潰れる会社 (角川書店、2014年 ISBN 4041106656)
- 仕事消滅（2017年、講談社 ISBN 4062729989）
- AI失業前夜（2018年、PHP研究所 ISBN 4569840809）
- 戦略思考トレーニング 最強経済クイズ精選版（2018年、日経新聞出版 ISBN 4532198747）
- 格差と階級の未来（2018年、講談社 ISBN 4065141710）
- 鈴木貴博の非公式地下クイズ問題集（2019年、クイズ夜会 電子書籍）
- 日本経済予言の書（2020年、PHP研究所 ISBN 4569847080)